# Sade Adu
Helen Folasade Adu OBE (* 16. ledna 1959, Ibadan, Nigérie), známější pod uměleckým jménem Sade, je britská hudební skladatelka, R&B zpěvačka a hudební producentka.

## Biografie
Narodila se v Ibadánu, Oyo State, v Nigérii. Její otec je Nigerijec jorubského původu, matka Britka. Do Británie odcestovala s matkou a starším bratrem ve svých čtyřech letech. Od 18 let studovala módní návrhářství na Central Saint Martins College of Art and Design. Během studia začala působit v soulové skupině Pride jako vokalistka. Díky její písni Smooth Operator v roce 1983 uzavřela kontrakt se společností Epic Records. Spolu s dalšími třemi muzikanty — Stuartem Matthewmanem, Andrewem Halem a Paulem Denmanem — nahrála několik písní. V roce 1984 tak mohlo vyjít jejich debutové album Diamond Life.
V České republice vystoupila poprvé 14. května 2011. Své nové album Soldier of Love představila v pražské O2 areně.

## Diskografie
- 1984: Diamond Life
- 1985: Promise
- 1988: Stronger Than Pride
- 1992: Love Deluxe
- 2000: Lovers Rock
- 2010: Soldier of Love